# Palau d'Aquisgrà

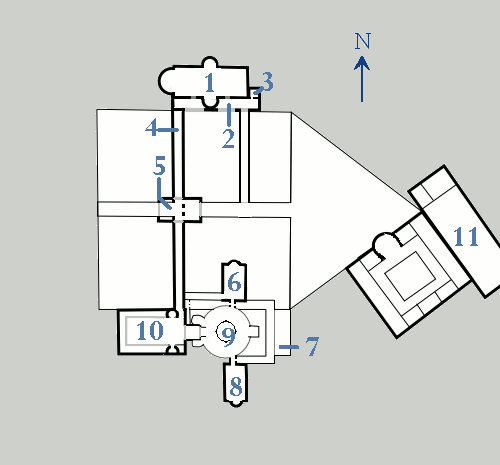
Mapa simplificat:.

El Palau d'Aquisgrà era tot un conjunt d'edificacions de tipus residencial, polític i religiós, que fou erigit per l'emperador Carlemany com centre del poder carolingi. El palau en qüestió estava ubicat a l'actual ciutat d'Aquisgrà, a l'oest d'Alemanya, a l'actual estat federat de Rin del Nord-Westfàlia. Les parts essencials del palau carolingi foren construïdes a l'última dècada del segle viii, però els treballs tingueren continuïtat fins a la mort del mateix emperador Carlemany, l'any 814.
Qui dissenyà els plans del palau va ser Eudes de Metz, inscrivint l'obra dins del programa de renovació política del regne, desitjada i estimulada pel mateix emperador Carlemany.
La majoria del palau quedà destruït al llarg dels segles, però encara subsisteix la capella palatina, que és considerada com un dels tresors de l'arquitectura carolíngia, així com un característic exemple de l'arquitectura típica de l'anomenat Renaixement carolingi. La capella, juntament amb la catedral d'Aquisgrà, està catalogada per la UNESCO com a Patrimoni de la Humanitat.

## Història

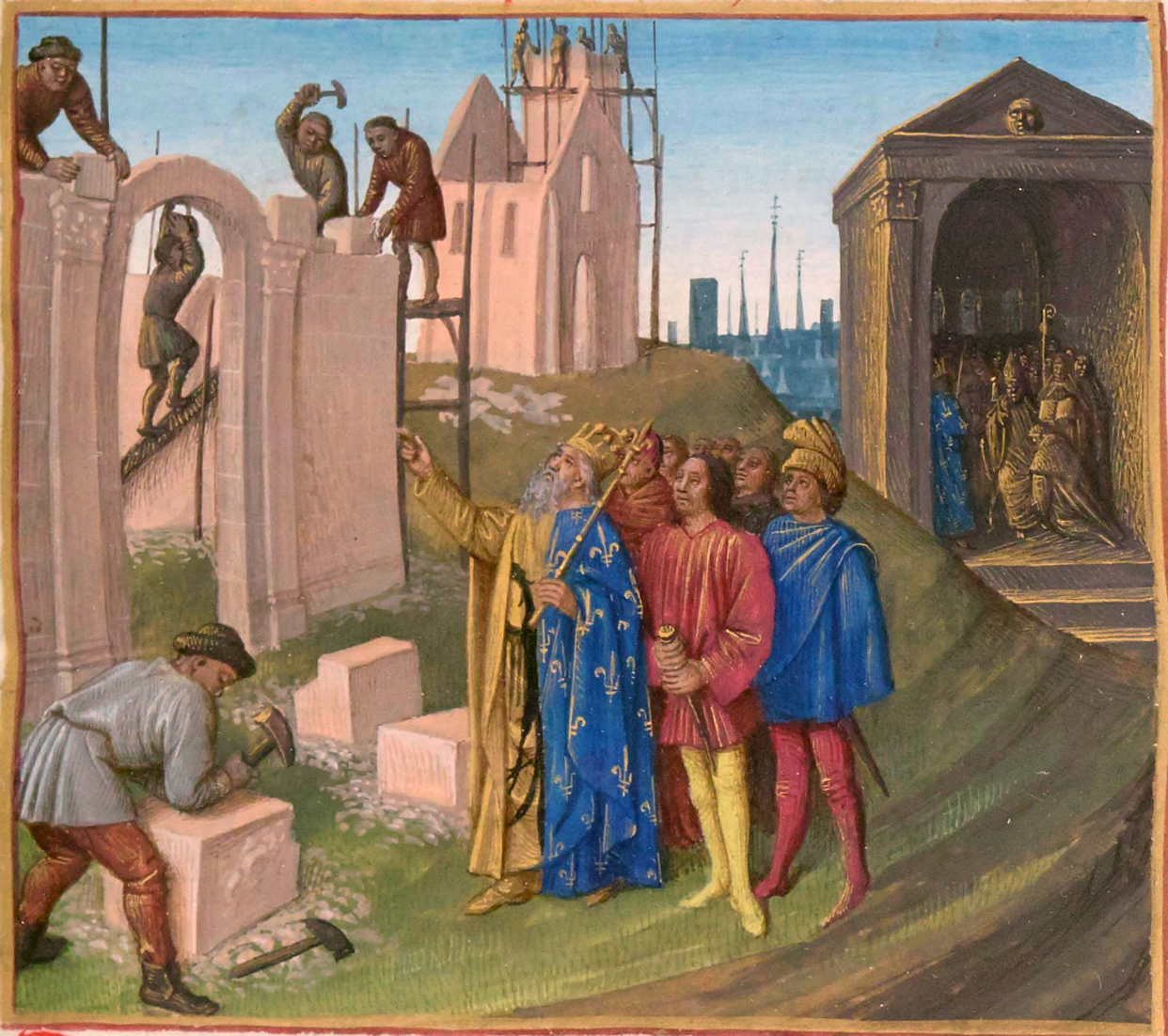
La construcció d'Aquisgrà, miniatura de Jean Fouquet, a les Grandes Chroniques de France, del. Carlemany apareix en primer pla.

Ja a l'antiguitat, els romans elegiren el lloc de l'emplaçament de l'actual Aquisgrà a causa de l'existència d'unes fonts termals, així com per la seva posició de punt avançat cap a la regió de Germània. Denominada Aquae Granni, el lloc fou condicionat amb termes sobre una superfície de 20 hectàrees, que estigueren en ús entre el segle i i el segle iv. La ciutat romana cresqué íntimament unida a aquestes termes segons un disseny urbà en pla hipodàmic clàssic que succeïa l'anterior campament legionari. Un palau es destinava a la residència del governador de la província romana o fins i tot del mateix emperador arribat el cas. Al segle iv, tant la ciutat com el palau romà resultaren destruïts a conseqüència de les invasions bàrbares.
Mentre que Clodoveu I feu de París la capital del Regne Franc, el Palau d'Aquisgrà quedà en l'abandonament fins a l'advent de la família dels carolingis. Els majordoms de palau pipínids hi efectuaren algunes labors de restauració, però el Palau d'Aquisgrà no era aleshores res més que una residència qualsevol entre moltes altres. La cort franca era nòmada, i els sobirans es desplaçaven segons les circumstàncies i necessitats. Cap al 765, Pipí el Breu feu construir un palau sobre les restes de l'antic edifici romà; ordenà igualment que es restauressin les termes, traient-los els ídols pagans. Des de la seva arribada al poder en 768, Carlemany pernoctà a Aquisgrà però també a altres ciutats d'Austràsia. Cap al 790, tanmateix, decidí instal·lar-se en una residència fixa per governar el seu imperi d'una manera més eficaç.

### Elecció d'Aquisgrà

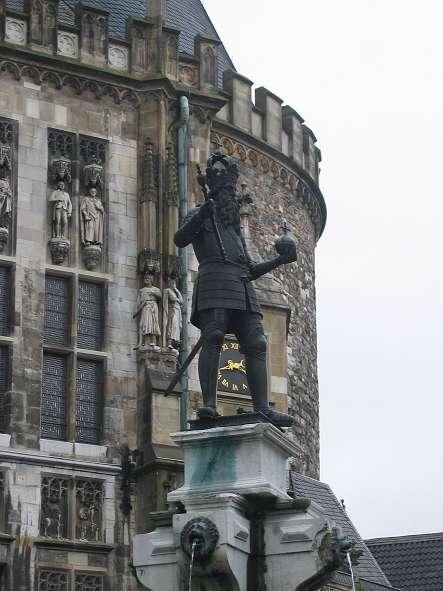
Estàtua de Carlemany davant de l'Ajuntament d'Aquisgrà.

L'elecció d'Aquisgrà com a lloc de residència fixa fou una conseqüència d'una mesurada reflexió per part de Carlemany, i es produí en un moment clau del seu regnat.
Després d'arribar a ser rei dels francs, Carlemany havia dut a terme nombroses expedicions militars que li permeteren enriquir el tresor però també engrandí el seu regne, especialment cap a l'est. Havia conquerit la Saxònia pagana entre el 772 i el 780, però la regió es resistia, sent necessàries constants guerres contra els saxons, amb una durada total de trenta anys. Carlemany acabà trencant el costum germànic d'una host itinerant que anava de domini en domini i es dotà d'una autèntica capital. A causa de la seva edat, anà disminuint el ritme de les seves expedicions militars i, després del 806 pràcticament ja no abandonà mai Aquisgrà.
La situació geogràfica d'Aquisgrà fou decisiva en l'elecció feta per Carlemany: el lloc es trobava en ple centre dels territoris sota domini carolingi, en Austràsia, una regió que era a més el bressol de la seva família, a l'est del riu Mosa, i Aquisgrà es trobava a més en una cruïlla de carreteres i a la vora d'un afluent del riu Rin, el Würm. Així, Carlemany cedí l'administració dels seus dominis meridionals al seu fill Lluís, nomenat rei d'Aquitània. D'aquesta manera, controlat el flanc sud del seu regne pel seu fill, Carlemany pogué passar a residir al nord.

L'imperi franc entre els segles i.

El fet d'haver-se instal·lat a Aquisgrà permeté també a Carlemany controlar més de prop els assumptes referents als saxons. Carlemany veié igualment tots els avantatges que oferia el lloc: envoltat de boscos abundants en caça, pensava realitzar abundants caceres a la rodalia, com corresponia a un membre de la noblesa en aquells temps. D'altra banda, a mesura que la seva edat augmentava, l'emperador s'alegrava de poder aprofitar les deus d'aigua calenta d'Aquisgrà.
Els documents de l'època carolíngia presenten Carlemany com un «nou emperador Constantí el Gran»: en aquestes condicions necessitava una capital i un palau imperial dignes d'aquest nom. Preferí deixar la ciutat de Roma, l'antiga capital imperial, en mans del papa. Tanmateix, la rivalitat amb l'Imperi Romà d'Orient incità Carlemany a construir un sumptuós palau. L'incendi que aleshores patí el Palau de Worms, l'any 793, suposà també un fet que l'animà a realitzar el projecte del nou palau.

### Un projecte important confiat a Eudes de Metz

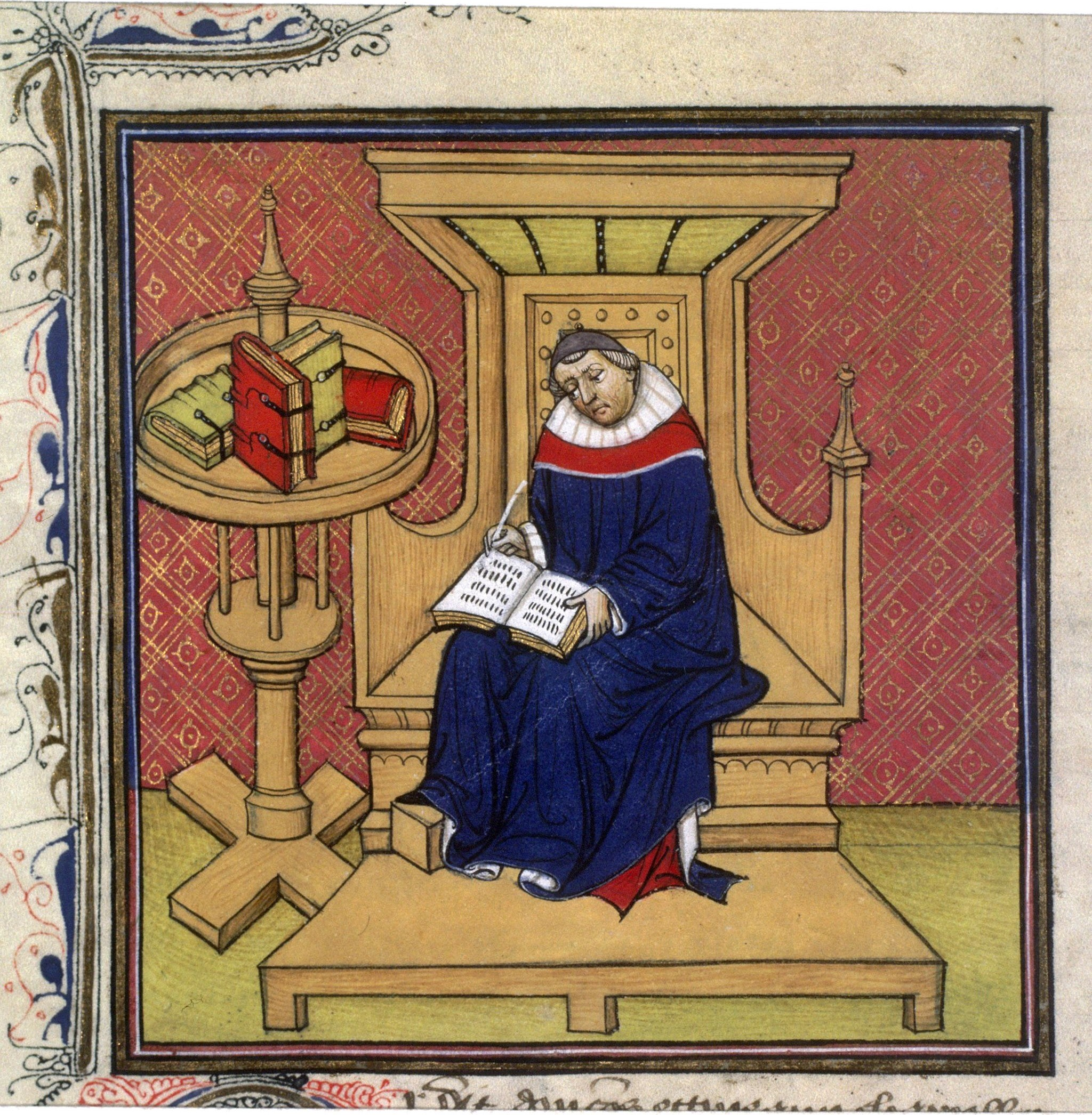
Einhard és el biògraf de Carlemany; és gràcies a ell que es coneix el nom de l'arquitecte del Palau (miniatura del o).

Els historiadors pràcticament no disposen de dades biográfiques sobre l'arquitecte del Palau d'Aquisgrà, Eudes de Metz. El seu nom apareix citat en un text d'Einhard (nascut cap al 775 i mort el 840), el biògraf de Carlemany. Se suposa que es tractava d'un sacerdot amb coneixements culturals, familiaritzat amb les arts liberals, en particular amb el quadrivium. Sembla indubtable que havia llegit els tractats d'arquitectura de Marc Vitruvi.
La decisió de procedir a la construcció del palau fou presa a finals de la dècada compresa entre l'any 780 i l'any 790, o fins i tot a principis de la dècada següent, en un moment en què Carlemany encara no posseïa el títol d'emperador. Les obres s'iniciaren el 794 i es perllongaren durant diversos anys. Aquisgrà es convertí ràpidament en la residència favorita del monarca, fins al punt que després de l'any 807 gairebé mai no s'absentà de la ciutat i del seu palau. A falta de documentació suficient, és impossible conèixer el nombre de treballadors utilitzats en la construcció, tot i que les dimensions del conjunt palatí permeten intuir que el seu nombre fou molt elevat.
El pla de treball adoptat era d'una gran simplicitat geomètrica: Eudes de Metz decidí conservar el traçat dels antics carrers romans, inscrivint el palau en un quadrat de 360 peus carolingis per cada costat, és a dir, 120 metres. El quadrat en qüestió delimitava una superfície total de 20 hectàrees, que quedava dividida en quatre per un eix nord-sud (corresponent a una galeria de maçoneria) i un eix est-oest (corresponent a un antic carrer principal romà, el decumanus). A la zona nord d'aquest quadrat es trobava la sala de l'assemblea, al sud la capella palatina. L'arquitecte traçà un triangle cap a l'est per enllaçar les termes amb el complex palatí. Els dos edificis més ben coneguts són la sala de les assemblees (avui en dia desapareguda) i la capella palatina, que actualment es troba integrada a la catedral de la ciutat. La resta d'edificis continuen estant poc identificats: sovint construïts amb entramat de fusta i en maó, han sigut destruïts amb el pas del temps. Per acabar, tot el complex palatí quedava envoltat per una muralla.
La instal·lació a Aquisgrà de la Cort imperial i les pròpies obres de construcció de tot el complex del palau estimularen sobre manera l'activitat urbana de la ciutat, que fou engrandida a finals del segle viii i de nou a principis del segle ix. Efectivament, artesans i mercaders havien buscat instal·lar-se en la proximitat de la cort, i alguns dels grans senyors del regne llogaren per la seva part residències a la ciutat. Els membres de l'Acadèmia Palatina, així com els consellers de l'emperador Carlemany, com Einhard o Angilbert de Centula, eren propietaris d'una casa a les proximitats del palau.

## Sala de l'assemblea

Localització de la sala de l'assemblea al Palau (en vermell).

Ubicada al nord del complex palatí, la gran sala de l'assemblea (aula regia o aula palatina en llatí) estava destinada a acollir les «queixes generals, una vegada a l'any. Es tractava de la reunió dels Grans del regne (i després de l'imperi), és a dir, alts dignataris que ocupaven els entrellats del poder: comtes, fideles i vassalls del rei, bisbes i abats. L'assemblea general tenia lloc habitualment durant el mes de maig; els participants hi discutien sobre assumptes polítics i judicials d'importància. Els capitularis, redactats pels escribes de la cancelleria d'Aquisgrà resumien, per escrit, les decisions que s'havien adoptat. També tenien lloc al mateix edifici les cerimònies oficials, així com les recepcions als ambaixadors de regnes estrangers. Descrivint la cerimònia de coronació de Lluís, el fill de Carlemany, Ermold el Negre indica que Carlemany parlava «des de dalt del seu tron d'or».

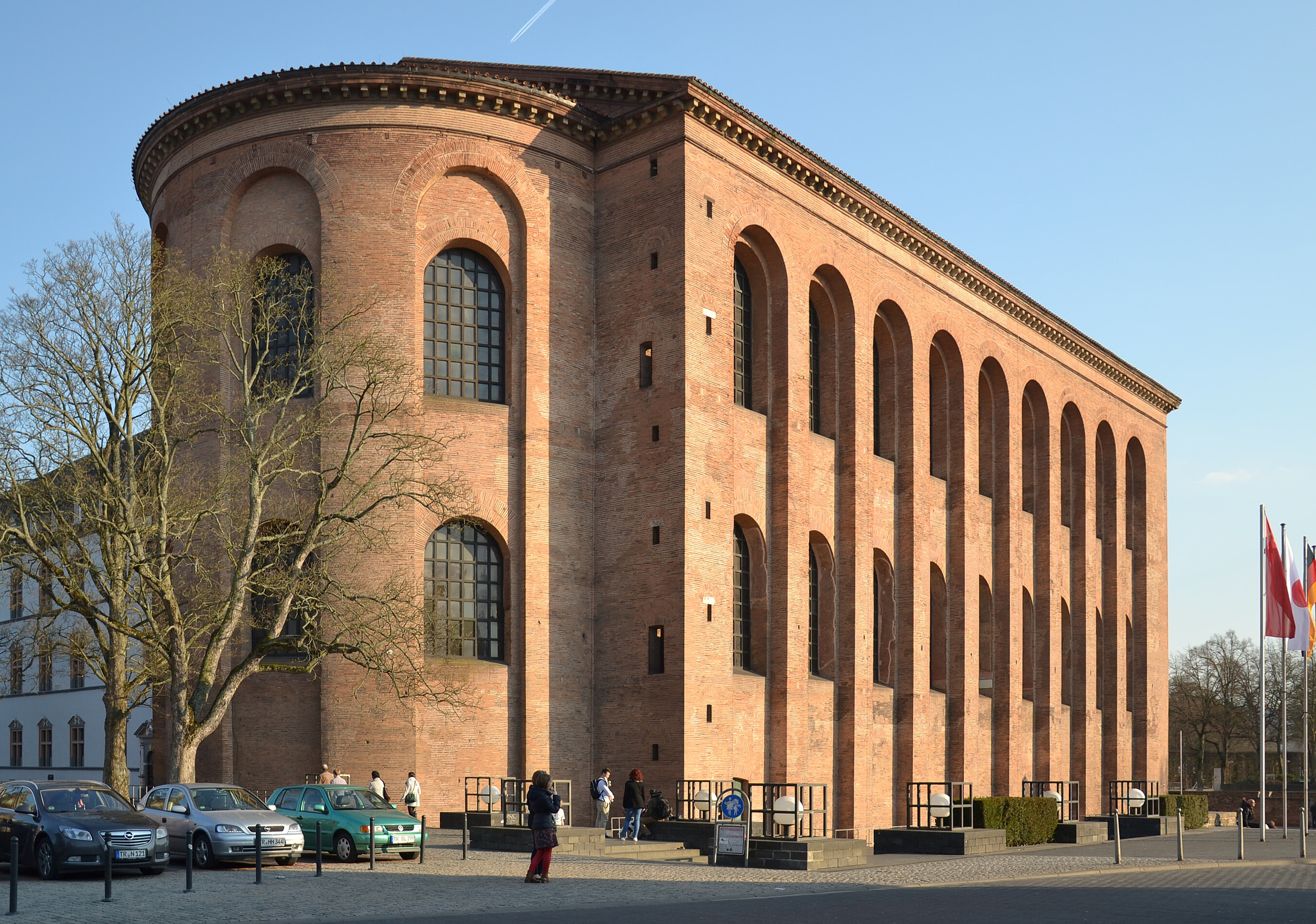
La basílica de Trèveris a Alemanya possiblement serví de model per la sala de l'assemblea del Palau d'Aquisgrà.

Les dimensions de la sala (1.000 m²) estaven adaptades per rebre diversos centenars de persones simultàniament. tot i que l'edifici no s'ha conservat fins avui en dia, se sap que mesurava 47,42 metres de llarg per 20,76 metres d'ample, i amb una alçada de 21 metres. La seva planta sembla haver-se inspirat en l'aula palatina romana de Trèveris. L'estructura estava construïda amb maons i la seva forma era la d'una basílica proveïda de tres absis: el més gran (17,2 metres), situat a l'oest, estava destinat a acollir al rei i el seu entorn més immediat. Els altres dos absis eren més petits, i es trobaven disposats al nord i al sud. La llum penetrava a través de dos fileres de finestres. L'interior es trobava possiblement ornat amb pintures representant escenes d'herois de l'antiguitat i també contemporanis. Una galeria de fusta envoltava tot l'edifici, entre les dues fileres de finestres. Des d'aquesta galeria era possible la vista del mercat que se celebrava al nord del palau. S'hi entrava per una galeria porticada condicionada al sud de la sala. L'absidiola sud tallava en dos aquest accés.

## Capella palatina

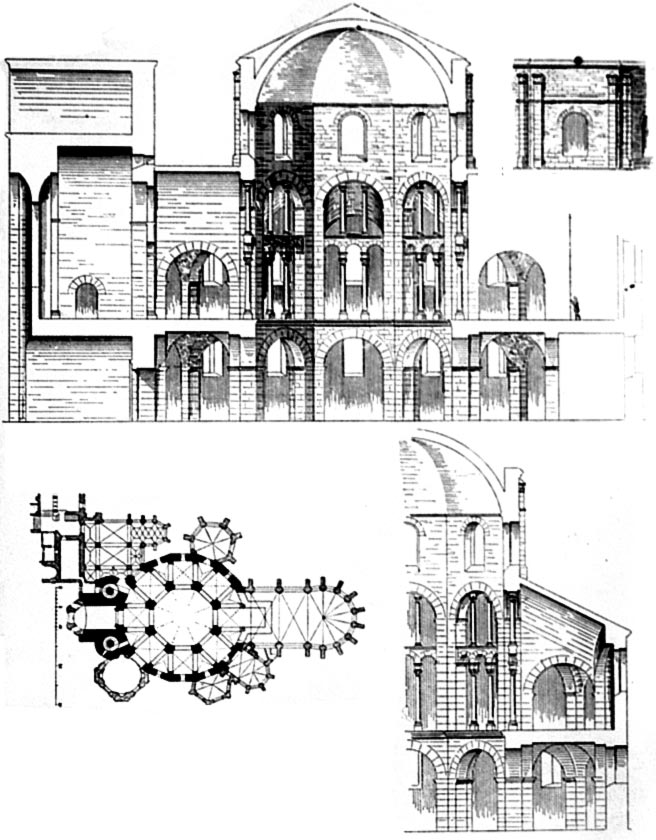
Perfil transversal de la capella palatina.

La capella palatina es trobava a l'altre costat del complex palatí, cap al sud. Estava unida a l'aula regia per mitjà d'una galeria de maçoneria. Aquesta capella representava l'altre aspecte del poder de Carlemany, el poder religiós. El papa Lleó III consagrà l'edifici l'any 805, consagrant-lo a la Verge Maria.
Els clergues encarregats de la capella ocupaven diversos edificis, que presentaven una planta en forma de creu llatina: a l'est una cúria, al nord i al sud unes oficines o àrees de treball i a l'oest un avantcòs (Westbau) i un atri amb exedres. Tanmateix, la peça central era la capella, coberta per una cúpula octogonal, amb un diàmetre de 16,54 metres i una alçada de 31 metres. Vuit massissos pilars suportaven l'impuls de les grans arcades. A la planta baixa, una nau col·lateral envolta la nau situada sota la cúpula; allí és on es trobaven els servidors del palau.

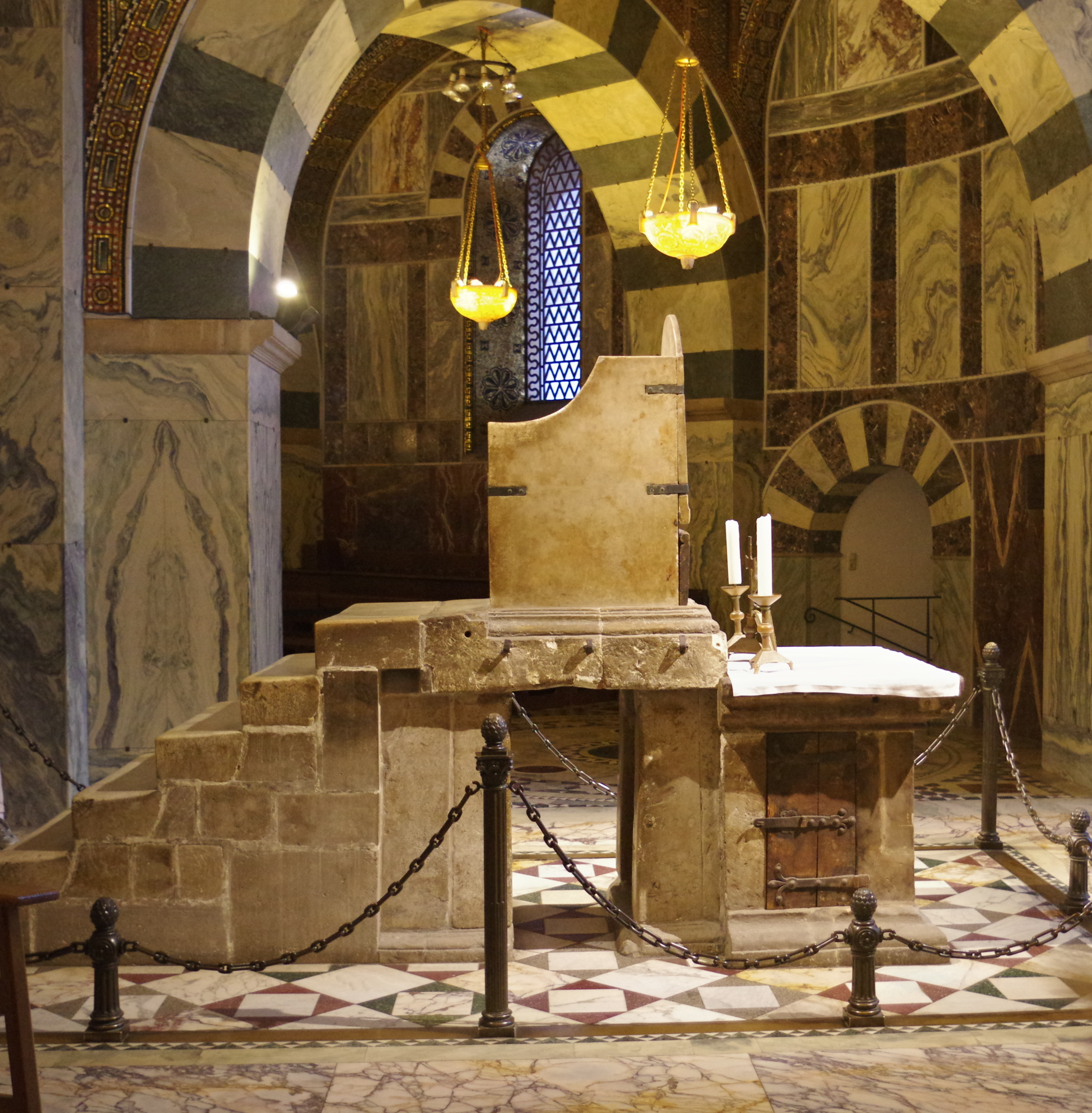
El tron de Carlemany a la capella palatina.

Les dues plantes superiors (tribunes) donaven a l'espai central a través de buits de mig punt, estant sostingudes per columnes. El perímetre interior forma un octàgon, mentre que el costat exterior formava un polígon de setze costats. La capella posseïa dos cors, situats a est i oest d'aquesta. El monarca s'asseia en un tron format per plaques de marbre blanc, a la primera planta, a l'oest; estava acompanyat pels més pròxims de la cort. D'aquesta manera, podia gaudir de vista cap a tres altars: el del Salvador, just al davant, el de la Verge a la planta baixa i el de sant Pere, al fons del cor oriental.
Carlemany havia volgut una sumptuosa decoració per adornar la seva capella: havia fet fondre en una foneria a prop d'Aquisgrà portes massisses de bronze. Els murs es trobaven revestits de marbre, així com de pedres policromades. Les columnes, encara visibles avui en dia, foren arrancades d'edificis de les ciutats italianes de Ravenna i Roma per la seva reutilització a l'edifici, amb l'autorització del papa Adrià I.

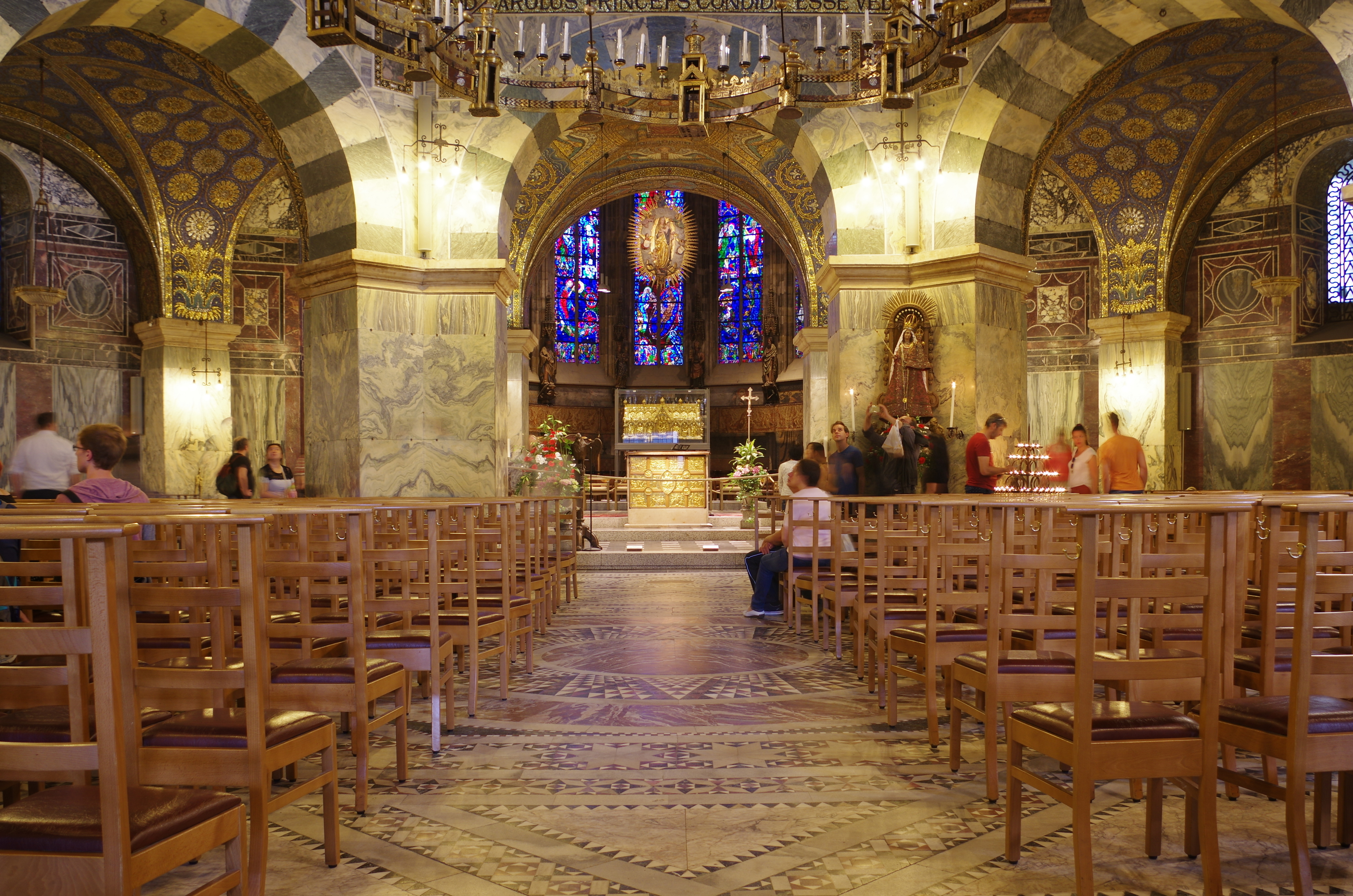
Vista interior de l'octàgon.

Els murs i la cúpula estaven coberts per mosaics, realçats per lluminàries i per la llum exterior que penetrava pels finestrals. Einhard, a la seva Vida de Carlemany (escrita cap al 825-826), transcriu una descripció de l'interior de la capella palatina:
| «                             | També construí [Carlemany] a Aquisgrà una basílica d'extrema bellesa, que adornà amb or i plata i canelobres, així com balustrades i portes massisses de bronze; i, com no podia trobar en una altra banda les columnes i els marbres necessaris per la seva construcció, les feu venir de Roma i de Ravenna. […] La dotà en abundància, amb vasos sacramentals d'or i de plata i amb una quantitat suficient de vestimentes sacerdotals... | » |
| — Einhard, Vie de Charlemagne | |   |

### Simbolisme

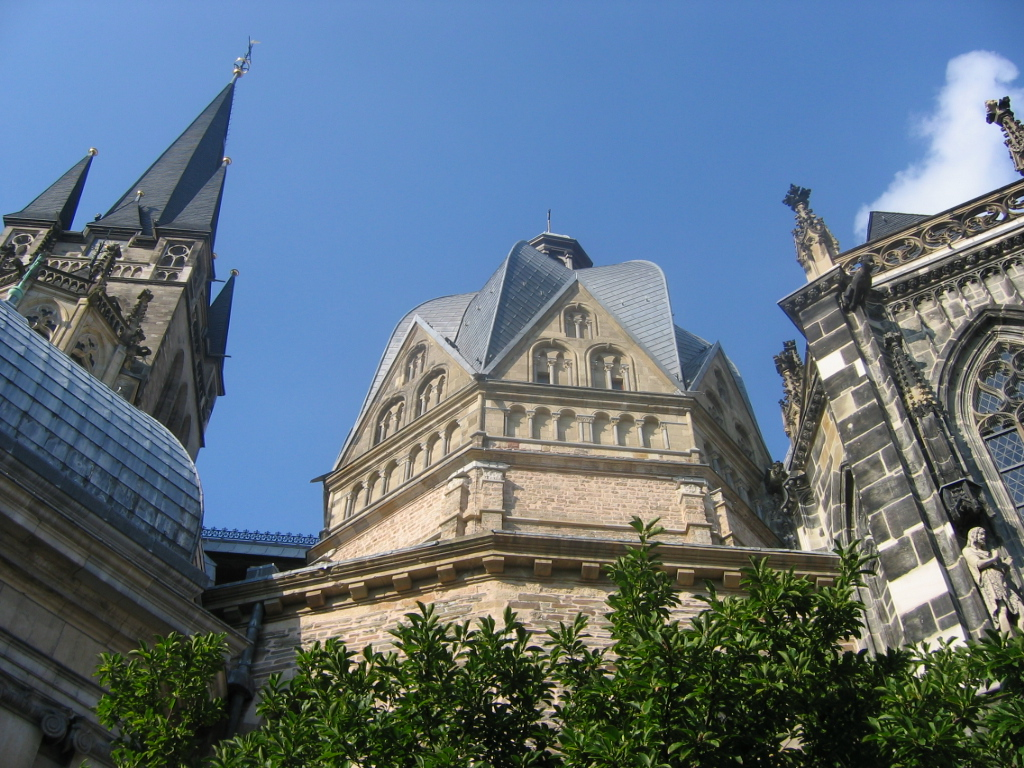
Vista de l'octàgon de la capella.

Eudes de Metz tingué en compte el simbolisme cristià de xifres i nombres. L'edifici estava concebut com una representació de la Jerusalem celestial (és a dir, del Regne de Déu), tal com apareixia descrita a l'Apocalipsi. El perímetre exterior de la cúpula mesurava exactament 144 peus carolingis, mentre que el de la Jerusalem celestial, ciutat ideal planificada pels àngels, és de 144 colzes. El mosaic de la cúpula, avui cobert per una restauració del segle xix, mostrava la figura de Crist majestàtica acompanyat pels 24 ancians de l'Apocalipsi. Altres mosaics, a les voltes de la nau lateral, recuperen aquesta temàtica en representar la Jerusalem celestial. Finalment, el tron de Carlemany, situat al primer pis a l'oest, es trobava sobre el setè esglaó d'una estrada.

## Resta d'edificis

### Tresor i arxius
El tresor i els arxius del palau eren en una torre adossada a la gran sala, al nord del complex. El camarlenc era l'oficial responsable del tresor i del guarda-roba dels sobirans. L'administració de les finances es trobava a càrrec de l'ardiaca, que era ajudat per un tresorer. El tresor reunia les donacions aportades pels Grans del Regne a les assemblees generals o els regals dels ambaixadors, és a dir, una heteròclita col·lecció d'objectes que abastava des de llibres preciosos a les armes i la vestimenta. Igualment, el rei adquiria mercaderies als mercaders que freqüentaven Aquisgrà.
Els arxius es trobaven sota la responsabilitat del canceller. La Cancelleria emprava a diversos escribes i notaris que posaven per escrit els diplomes, els capitulars o la correspondència reial. Els empleats de les oficines del rei eren sovint clergues de la mateixa capella.

### Galeria d'enllaç

Localització de la galeria d'enllaç al Palau (en vermell).

La galeria coberta mesurava un centenar de metres. Aquesta galeria unia la sala de l'assemblea amb la capella; un porxo monumental, situat al seu centre, servia d'accés principal. A la primera planta es trobava una sala per les audiències judicials, en la qual el rei impartia justícia, tot i que alguns assumptes que afectessin els Grans del Regne eren ventilats a l'aula regia. Quan el rei s'absentava, aquesta activitat requeia en el comte palatí o comes palatinus. L'edifici devia albergar igualment una guarnició militar.

### Termes

Localització de les termes (en vermell).

El complex termal, situat al sud-est, mesurava 20 hectàrees i comprenia diversos edificis construïts pròxims a les fonts de l'emperador i de Quirí. Einhard menciona una piscina a l'aire lliure capaç d'allotjar simultàniament cent nedadors:
| «                             | [A Carlemany] li agradaven les aigües termals i s'entregava sovint al plaer de la natació, en la qual destacava fins al punt que ningú no el guanyava. Fou això el que el conduí a construir un palau a Aquisgrà i residir-hi constantment durant els últims anys de la seva vida. Quan es banyava, la companyia era nombrosa: a més dels seus fills, els grans, els amics i fins i tot, a vegades, el conjunt de la seva guàrdia personal, eren convidats a compartir els seus clapotejos a l'aigua i hi hagué ocasions en què arribà a haver-hi a l'aigua junt amb ell fins a cent persones o fins i tot més... | » |
| — Einhard, Vie de Charlemagne | |   |

### Altres edificis, altres funcions

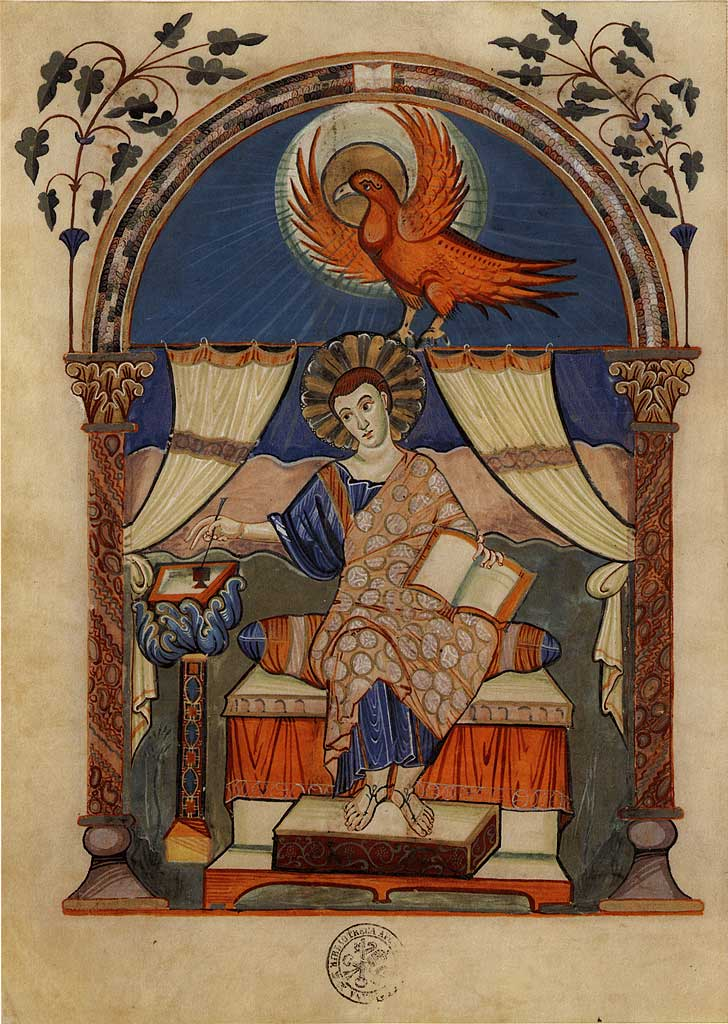
El Codex aureus de Lorsch fou executat per un taller del Palau d'Aquisgrà cap a l'any 810.

La resta dels edificis estan ara per ara poc identificats a falta de fonts escrites prou detallades. La zona de residència privada de Carlemany i de la seva família sembla haver ocupat la part nord-est del complex palatí; la seva habitació es trobava probablement al primer pis. Els funcionaris i els criats de palau residien, alguns, a la part occidental, i altres a la ciutat d'Aquisgrà. Se sap que l'emperador era propietari d'una biblioteca però és difícil conèixer-ne la situació exacta. El palau albergava igualment centres de producció d'obres d'art: un scriptorium que produí diversos preciosos manuscrits (com el sacramentari de Drogó, l'Evangeliari de Godescalc o altres) i un taller que elaborava peces d'orfebreria i d'ivori. Hi havia també una seca per l'encunyació de moneda, que encara continuava en ús a finals del segle xiii.
El palau fou igualment el centre de les activitats literàries de l'Acadèmia Palatina. Aquest cercle de lletrats no es reunia necessàriament sempre en un mateix edifici, car a Carlemany li agradava escoltar el recitat de poemes a qualsevol lloc, ja fos a la piscina o a la mateixa taula, durant els àpats. L'escola del palau educava els fills del sobirà, però també els «nodrits» (nutriti en llatí), que eren fills de l'aristocràcia que es destinaven al servei de la monarquia.
Ja fora del complex palatí havia un gineceu, una caserna, un hospici, un parc per la pràctica de la caça i una casa de feres en la qual vivia l'elefant Abul-Abbas, un regal ofert pel califa de Bagdad Harun ar-Raixid. Ermold el Negre descriu la casa de feres en un passatge del seu Poema sobre Lluís el Pietós (escrit a la primera meitat del segle ix):
| «                                                                   | Hi ha un lloc, pròxim a l'il·lustre Palau imperial d'Aquisgrà, envoltat per sòlides muralles, replè de arbres i en el que destaca el verd d'una herba fresca [...]. quan li plau al rei, es desplaça allí, en intimitat, per caçar... | » |
| — Ermold el Negre, Poème sur Louis le Pieux et épîtres au roi Pépin | |   |

Se suposa que el palau era freqüentat quotidianament per gran varietat de persones: cortesans, intel·lectuals, aristòcrates, mercaders, però també pidolaires i pobres que hi acudien per demanar una almoina. Els assumptes domèstics eren la preocupació de gent d'ofici com per exemple l'ampoller, el senescal, el cambrer.

## Interpretació i simbolisme

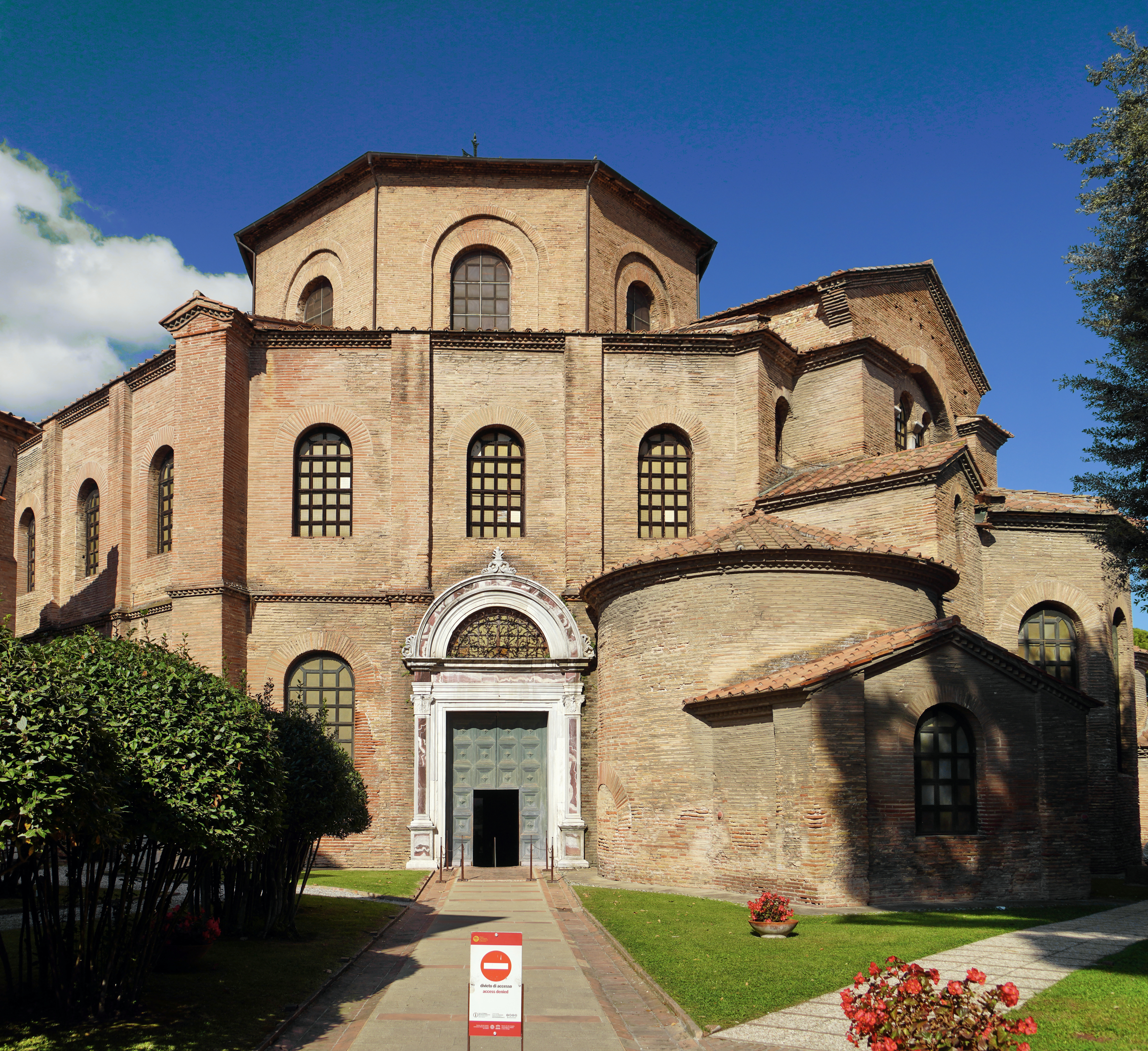
La basílica de Sant Vidal de Ravenna fou un dels models de la capella palatina.

Tot i que Carlemany no volgué restaurar l'Imperi Romà, sinó fundar un nou imperi amb components mixtos (francs i cristians alhora), el palau manlleva diversos elements de la civilització romana: l'aula palatina reprèn la planta basilical; la basílica era un edifici públic en el qual a l'antiguitat es discutia la marxa dels assumptes de la ciutat. La capella, per la seva part, s'inspira igualment en els models de l'antiguitat romana: les reixes recuperen una decoració arcaïtzant (les fulles d'acant) i les columnes estan rematades per capitell corintis. L'emperador fou inhumat a la capella palatina a l'interior d'un sarcòfag antic reutilitzat del segle ii, manufacturat en marbre i en el qual apareix representat el tema del rapte de Prosèrpina. Finalment, els lletrats contemporanis de Carlemany denominaven Aquisgrà com «la segona Roma».
Carlemany desitjava rivalitzar amb l'altre emperador de la seva època, el basileus de Constantinoble. La cúpula i els mosaic de la capella són doncs elements manllevats del món romà d'Orient. La mateixa planta de l'edifici s'inspira sense cap mena de dubte en la de l'església de Sant Vidal de Ravenna, construïda per Justinià I al segle vi. Altres especialistes en remarquen les semblances amb l'església de Sant Sergi i Sant Bacus i del chrysotriklinos (sala d'audiències del Gran Palau) de Constantinoble. Durant els oficis religiosos, Carlemany es mantenia al primer pis, a la tribuna, igual que el cap a l'emperador romà d'Orient a la seva capital de Constantinoble.
És igualment molt possible que Eudes de Metz s'hagués inspirat en el palau llombard de Pavia, datat al segle viii, que posseïa una capella palatina ornada amb mosaics i pintures. És possible que fes el viatge fins allí, però és poc probable que viatgés fins a Constantinoble.

### El palau d'un franc
No hi ha cap dubte que el Palau d'Aquisgrà conté múltiples referències als models arquitectònics romans i romans d'Orient. Tanmateix, Eudes de Metz utilitzà el seu talent com arquitecte franc i introduí elements clarament diferents dels anteriors. El Palau es distingeix igualment dels exemples de l'arquitectura merovíngia pel seu esperit de grandiositat i per la multiplicació volumètrica.
La volta de la capella expressa perfectament una original capacitat de treball carolíngia,
de forma especial a la girola, coberta per una volta d'aresta. Mentre que l'emperador romà d'Orient s'asseia a l'est per assistir als oficis litúrgics, Carlemany s'asseia a l'oest. Finalment, l'entramat de fusta és un mètode de construcció característic del nord i del centre d'Europa.
Queda doncs clar que el Palau de Carlemany era quelcom més que una mera imitació de models antics o forans, sent en realitat una síntesi d'influències diverses, a la imatge del mateix Imperi Carolingi. Igual que el Renaixement carolingi, el Palau era doncs el resultat de l'assimilació de diferents herències culturals.

### La centralització i la unitat imperials
La planta del complex escenificava a la perfecció l'aliança entre els dos poders: el poder espiritual, que estava representat per la capella sud, i el poder temporal, que representava l'assemblea, al nord del complex. Ambdós pols de poder es trobaven simbòlicament units per una galeria. Des de Pipí el Breu, el pare de l'emperador Carlemany, la persona del rei carolingi era sagrada, en considerar-se que obtenia directament el seu poder del mateix Déu. El mateix Carlemany desitjava exercir influència sobre la vida religiosa a través dels nombrosos concilis o sínodes que es produïen successivament a Aquisgrà. En establir a Aquisgrà la seu del poder civil i de la cort, Carlemany sabia perfectament que podria controlar molt més fàcilment el seu entorn. El Palau d'Aquisgrà era, així doncs, el lloc en el qual es concentraven els alts dignataris de l'imperi carolingi, el cor de la capital de l'imperi.

## Després de Carlemany

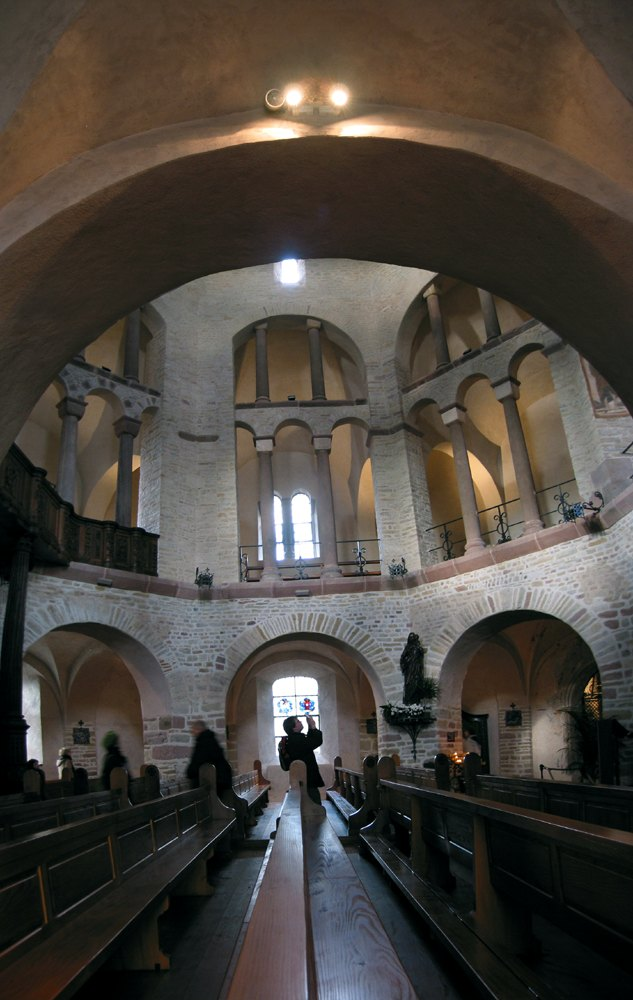
L'interior de la cúpula de l'església d'Ottmarsheim a Alsàcia

És difícil saber amb certesa si altres palaus carolingis imitaren el Palau d'Aquisgrà, car molts d'ells han sigut destruïts en múltiples circumstàncies històriques. En qualsevol cas, les obres que s'executaren a Aquisgrà no foren les úniques obres realitzades en època de Carlemany: 16 catedrals, 232 monestirs i fins a 65 palaus reials foren construïts partint de zero entre els anys 768 i 814. Sembla que la capella palatina d'Aquisgrà fou imitada per altres edificis del mateix tipus: la filiació és clara en el cas de l'oratori octogonal de Germigny-des-Prés, construït a principis del segle ix per Teodulf d'Orleans. L'església d'Ottmarsheim a Alsàcia reprèn la planta centrada, però és més tardana (del segle xi). També es troben influències de la capella palatina a Compiègne, o a diversos altres edificis religiosos a Alemanya, com per exemple l'església abacial de la Trinitat a la ciutat d'Essen.
Carlemany fou enterrat a la capella l'any 814. El seu fill i successor, l'emperador Lluís el Pietós, ocupà el Palau d'Aquisgrà, tot i que sense fer-ne una residència fixa. Hi residia generalment a l'hivern i fins a Setmana Santa. Diversos concilis d'importància tingueren lloc a Aquisgrà a principis del segle ix. Els que se celebraren el 817 i el 836 tingueren lloc als edificis contigus a la capella. El 817, Lluís el Pietós feu coronar al Palau el seu fill gran Lotari I, en presència del conjunt del poble franc.
Com a conseqüència del Tractat de Verdun del 843, l'imperi carolingi quedà fragmentat en tres regnes diferents. Aquisgrà quedà englobada dins del regne de Lotaríngia. Lotari I (840-855) i Lotari II de Lotaríngia (855-869) fixaren la seva residència al Palau. Però després de la mort d'aquest últim, el palau perdé ràpidament el seu paper estel·lar en la cultura i en la política. La Lotaríngia passà a ser des d'aleshores el premi d'un joc entre els reis dels altres dos regnes francs, el de la Frància Occidental (el successor de la qual és l'actual França) i el de la Frància Oriental, el successor de la qual fou el Sacre Imperi Romanogermànic. L'antiga Lotaríngia fou repartida en diverses ocasions per finalment passar al control del regne d'Alemanya sota Enric I l'Ocellaire (876-936).

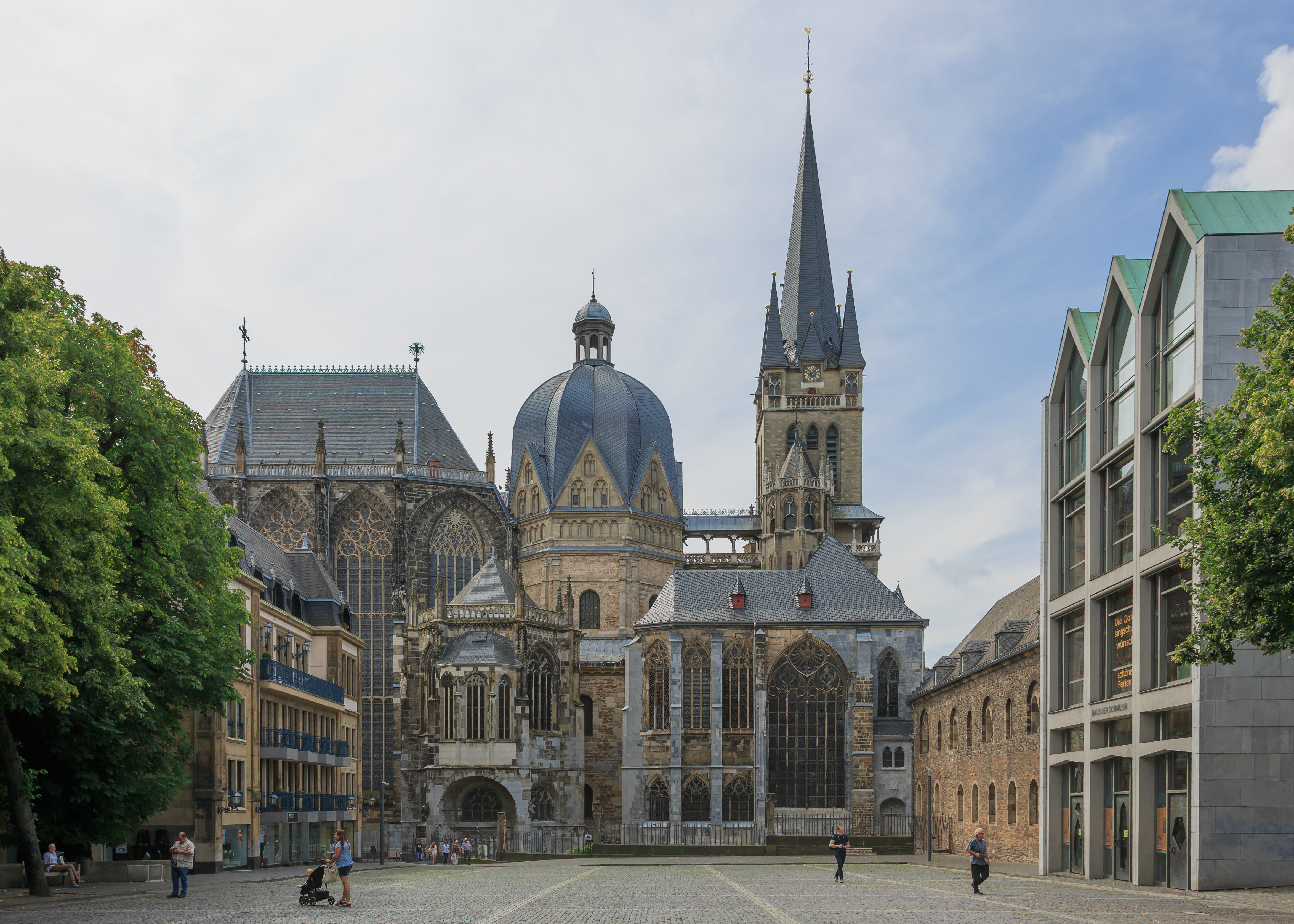
Vista de la catedral d'Aquisgrà.

Tanmateix, el record de l'imperi de Carlemany es mantingué viu i passà a ser el símbol del poder germànic: d'aquesta manera, al segle x, Otó I del Sacre Imperi Romanogermànic (912-973) fou coronat a Aquisgrà com rei d'Alemanya (936).
La cerimònia es produí en tres temps, a diferents punts del palau: en primer lloc a la Cort (elecció pels ducs), en segon lloc a la capella (entrega de les insígnies del regne), per finalitzar al Palau, on se celebrà un banquet. Durant la cerimònia, Otó s'assegué al tron de Carlemany.
Més tard, i fins al segle xvi, tots els emperadores alemanys foren coronats en primer lloc a Aquisgrà, amb una segona coronació a Roma, cosa que evidencia la voluntat de recuperar l'herència política de Carlemany. La Butlla d'Or (o Butlla de Metz) del 1356 confirmà que la consagració i la coronació havien de tenir lloc a la capella palatina.
Otó II (955-983) residí a Aquisgrà amb la seva esposa Teòfano Esclerena. A l'estiu del 978, el rei Lotari de França orquestrà un cop de mà contra Aquisgrà, però la família imperial aconseguí escapar a temps. En relatar aquest episodi, Riquier de Reims indica la presència d'una àguila de bronze, la situació exacta de la qual no és coneguda:
| «                                      | L'àguila de bronze, que Carlemany havia fixat al cim del palau en actitud de vol, mirava cap a l'est. Els germans la giraren cap a l'oest per indicar de manera simbòlica que la seva cavalleria podria batre els francesos quan ho volgués... | » |
| — Richer, Histoire de France (888-995) | |   |

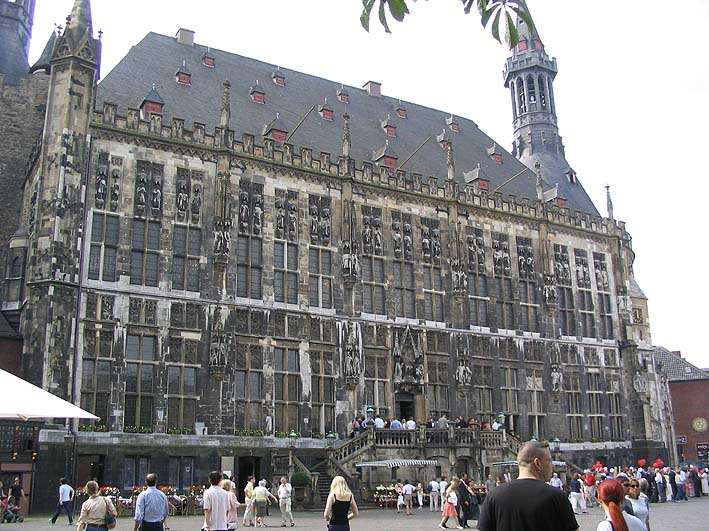
L'actual ajuntament d'Aquisgrà està situat a sobre de l'antiga sala de les assemblees del palau.

L'any 881, una incursió vikinga afectà el palau i la capella, que quedaren danyats. L'any 1000, l'emperador germànic Otó III feu obrir el sepulcre de Carlemany. Segons dos cronistes del segle xi, fou trobat assegut sobre un tron, portant la seva corona i el ceptre reial. Però Einhard no parla d'això a la seva biografia sobre l'emperador. També és per aquesta època quan el culte a Carlemany comença a atreure els pelegrins a la capella. Al segle xii, l'emperador Frederic I Barbaroja col·locà el cos de l'emperador en un reliquiari, i intervingué davant del papa per aconseguir-ne la canonització; posteriorment les seves relíquies quedaren disperses arreu de l'imperi. També cal destacar que el tresor d'Aquisgrà es fou enriquint amb els nombrosos donatius efectuats pels reis i prínceps francesos i alemanys.
Entre el 1355 i el 1414, s'afegí un absis a l'est de la capella. També es construí, a partir del 1267, el nou edifici de l'ajuntament municipal, situat a l'antiga ubicació de l'assemblea. Durant la Revolució Francesa i les successives ocupacions militars, les tropes franceses que ocuparen Aquisgrà saquejaren el tresor. Cal destacar que abans de triar la catedral de Notre-Dame de París, Napoleó Bonaparte pensà durant un temps efectuar la seva consagració imperial a la catedral d'Aquisgrà.
La capella fou restaurada l'any 1884. El 1978, la catedral, incloent-hi la capella, fou inscrita a la llista del patrimoni de la Humanitat de la UNESCO.